# Hypanthidioides mourei
Hypanthidioides mourei är en biart som först beskrevs av Urban 1993.  Hypanthidioides mourei ingår i släktet Hypanthidioides och familjen buksamlarbin. Inga underarter finns listade i Catalogue of Life.